# Dicranomyia (Dicranomyia) laticellula
Dicranomyia (Dicranomyia) laticellula is een tweevleugelige uit de familie steltmuggen (Limoniidae). De soort komt voor in het Palearctisch en Oriëntaals gebied.